# Antroponegació
En psicologia comparada, l'antroponegació o antropectomia consisteix a negar capacitats o qualitats humanes a altres espècies. Es tracta del concepte oposat a l'antropomorfisme, en què s'atribueixen capacitats o qualitats humanes a espècies diferents de la humana. En aquesta disciplina acadèmica, s'utilitzen aquests conceptes per ressaltar uns biaixos que cal evitar.
Kristin Andrews i Brian Huss van encunyar el terme antropectomia en un article que es va publicar el 2014 a la revista científica Biology & Philosophy. Aquest està format pel prefix del mot grec ánthropos ('home', 'ésser humà') i el sufix derivat del mot grec ektomé ('ablació', 'extirpació'). Van justificar la creació d'aquesta paraula per posar de manifest com la psicologia ha tingut una preferència a evitar l'antropomorfisme per sobre de l'antropectomia, cosa que no es fonamenta des del mètode científic, concretament del lema de Neyman-Pearson. Mentre que l'antropomorfisme pot suposar cometre l'error de tipus I, és a dir, acceptar de manera errònia que una espècie té una qualitat humana; l'antropectomia pot portar a un error de tipus II, o sigui, acceptar de manera errònia que una espècie no té una qualitat humana.
Aquesta tendència a acceptar la hipòtesi nul·la per sobre de l'alternativa, ja la va posar de manifest el primatòleg Frans de Waal en un article que es va publicar el 1999 a la revista científica Philosophical Topics. Per la seva banda, De Waal va encunyar la paraula antroponegació i explicava que l'antropomorfisme era més probable que succeís en atribuir erròniament qualitats humanes a espècies pròximes evolutivament (biaix que va anomenar 'parsimònia evolutiva'). Mentre que el risc de l'antroponegació seria més propens quan s'accepta com a vàlida l'explicació més simple possible (biaix que va anomenar 'parsimònia cognitiva').